# Kumbhaka
Kumbhaka deriva dalla radice kumbha che significa vaso (per altri brocca per acqua, calice), che può essere pieno o vuoto ed è l'arte di trattenere il respiro in uno stato di sospensione, con il cervello rilassato per rivitalizzare il sistema nervoso.
Poiché il respiro è il ponte tra il corpo, i sensi e la mente, se si arresta il respiro nel kumbhaka sensi e mente si acquietano: lo scopo della pratica della kumbhaka è, allora, quello di ritrarre l'intelletto dagli organi della percezione e dell'azione, per concentrarlo sulla sede dell'Ātman, l'origine della coscienza.

## Tipi di kumbhaka
Il kumbhaka è una pausa nella respirazione e può essere principalmente di due tipi:
- Sahita è la pausa dopo la respirazione quando il respiro è trattenuto intenzionalmente ed assume il nome di:
  - antara o puraka kumbhaka è la sospensione che si ha dopo una piena inalazione prima di incominciare l'esalazione; è come trattenere l'energia cosmica universale (Paramatma), fondendola con l'energia vitale individuale (jivatma)
  - bahia (bahir) o rechaka kumbhaka è la sospensione che si ha dopo una completa esalazione prima di incominciare l'inalazione; è lo stato in cui lo yogi rende il suo stesso essere, in forma di respiro, all'energia cosmica universale (paramatma) e si fonde con il Soffio Universale

- Kevala (significa "di per sé" o "assoluto") è la sospensione involontaria (senza inspirazione puraka né esalazione rechaka) nel quale si trattiene il respiro con facilità (è il "classico" mancamento di respiro che si può provare per una sorpresa o in uno stato estatico); in questo stato (spesso preceduto da tremiti del corpo e da paura) l'individuo è completamente assorto nell'oggetto della propria devozione ed isolato dal mondo, prova un sentimento di gioia e di pace che trascende ogni comprensione ed è in sintonia con l'Infinito e può raggiungere il samadhi.

## Effetti del kumbhaka
Al contrario di quanto molti pensano, kumbhaka non ha lo scopo di aumentare l'ossigenazione del sangue, bensì di:
- controllare prana ed apana (due delle cinque specializzazioni del corpo sottile chiamati Vayu)
- controllare il sistema nervoso centrale ed abituare il corpo a funzionare con un tasso di CO2 maggiore finché i segnali della medulla oblungata ci costringono a respirare di nuovo

- controllare il tasso di CO2 stimolando la dilatazione dei capillari del cervello per consentire una migliore circolazione

Con la pratica di kumbhaka, inoltre:
- si risveglia kundalini
- si raggiunge il successo dell'Hatha Yoga
- la mente viene liberata da ogni supporto (sentimenti, emozioni, pensieri, percezioni) cessa ogni dualità e consente di raggiungere il perfetto: Raja Yoga.

## Mitologia ed aspetti sacrali della kumbhaka
Nella Bhagavad Gita, Krsna spiega Arjuna diverse specie di sacrifici (yajna); uno di questi è il kumbhaka: simbolicamente il corpo dello yogi è l'altare sacrificale, l'inspirazione (puraka) è l'offerta e l'espirazione (rechaka) è il fuoco: kumbhaka è il momento in cui l'offerta è consumata nel fuoco e diventa con questo una cosa sola.